# Super Shark
Pour plus de détails, voir Fiche technique et Distribution.
Super Shark est un film américain réalisé par Fred Olen Ray, sorti en 2011. Le film suit une biologiste marine nommée Kat Carmichael, jouée par Sarah Lieving, qui doit enquêter et survivre au déchaînement d'un requin primordial qui a muté.

## Synopsis
L'exposition persistante de la faune océanique à un produit toxique utilisé dans le forage pétrolier conduit à un requin qui grandit en taille et devient à l’épreuve des balles, et même atteint la capacité de se déplacer sur terre. Il détruit la plate-forme pétrolière qui l’a créé, puis se déplace à Los Angeles où il mange plusieurs plongeurs et menace de perturber un concours de bikini.
La biologiste marine Catherine Carmichael embauche le capitaine Chuck, un ivrogne local, pour la conduire à la plate-forme pétrolière appartenant à Traymore Industries, afin d'enquêter. Pendant ce temps, deux sauveteurs féminines prévoient de boire et d’avoir des relations sexuelles occasionnelles, et un kitesurfeur est mangé par le « super requin ». Carmichael prélève un échantillon d’eau, puis confronte le PDG de Traymore qui l’invite à prendre un verre et à dîner. Lorsque Carmichael interroge le seul survivant de l’accident de la plate-forme pétrolière, il est révélé que des produits chimiques hautement nocifs ont été utilisés pour percer la roche et qu’un requin a abattu la plate-forme.
Pendant ce temps, Carmichael raconte au PDG ce qu'elle pense qu’il s’est passé : un « agent d’hydrolisation » a provoqué l’effondrement de la plate-forme pétrolière. Bientôt, un sous-marin de l’US Navy disparaît et un avion de recherche repère le super requin. Au bar, les deux sauveteurs féminins sont rejoints par le sauveteur masculin, en attente du concours de bikinis. De retour sur l’océan, Carmichael et le skipper Chuck sont encerclés par le super requin jusqu’à ce que Carmichael, agissant sur une intuition, dise à Chuck d’éteindre la radio, après quoi le super requin s’en va. Elle spécule que le poisson était attiré par les ondes radio et envoyait des signaux qui perturbaient la réception radio.
La gagnante du concours de bikini et la finaliste sont mangés à la plage, avec le photographe, qui avait fait marcher la radio. Le PDG révèle qu'il sait que Carmichael a été licenciée de son emploi pour avoir harcelé des dirigeants de compagnies pétrolières. Il lui offre une mallette pleine d’argent si elle s’en va. Elle accepte. Le skipper Chuck la trouve ivre dans un bar. Elle lui dit qu’elle a été licenciée et que son frère est mort lorsque l'Exxon Valdez a coulé. Elle s’évanouit et se réveille dans le bateau de Chuck.
Carmichael et le skipper Chuck se rapprochent émotionnellement et prennent contact avec l'armée, qui a inventé un char d'assaut télécommandé capable de marcher et de sauter. À l’aide d’un radio-cassette et d’un haut-parleur externe, le super requin est attiré sur une plage, où le char ne parvient pas à le tuer. Carmichael parvient à larguer une bombe faite d’explosif C-4 dans la bouche de la bête, et elle est réduite en morceaux.

## Distribution
- Sarah Lieving (VF : Pascale Chemin) : Kat Carmichael
- John Schneider (VF : Yann Pichon) : Roger Wade
- Tim Abell : le skipper Chuck
- Rick Cramer : le colonel Caldwell
- Trish Cook : le capitaine Marshall
- John L. Curtis : Brody
- Jimmie Walker (VF : Antoine Tomé) : « Dynamite » Stevens
- Shane Van Dyke (VF : Adrien Solis) : Greg
- Rebecca Grant (en) (VF : Sophie Planet) : Tracey
- Michael Gaglio (VF : Mathieu Rivolier) : le grand-père

Source VF : le carton de doublage.

## Versions
Le film est sorti en DVD le 7 février 2012.
Le film a été diffusé sur Tele 5 dans le cadre du format de programme SchleFaZ dans la saison 1.